# Henri Dunant
Jean Henry Dunant (Ženeva, 8. svibnja 1828. – Heiden, 30. listopada 1910.), švicarski filantrop, osnivač Crvenog križa
Krvavo iskustvo bitke kod Solferina navelo ga je da 1864. predloži konvenciju koja je usvojena i prema kojoj se u ratu moraju poštedjeti svi bolesni i ranjeni vojnici, te sanitetsko osoblje. Godine 1901. dobio je Nobelovu nagradu za mir.

## Djela
- "Sjećanje na Solferino",
- "Međunarodno bratstvo i ljubav za vrijeme rata".